# Karl Lieffen
Karl Lieffen, eigentlich Karl Franz Lifka (tschechisch Karel/Carel František Lifka;  17. Mai 1926 in Osek, Tschechoslowakei; † 13. Januar 1999 in Starnberg), war ein deutscher Bühnen-, Film- und Fernsehschauspieler und Autor.

## Leben

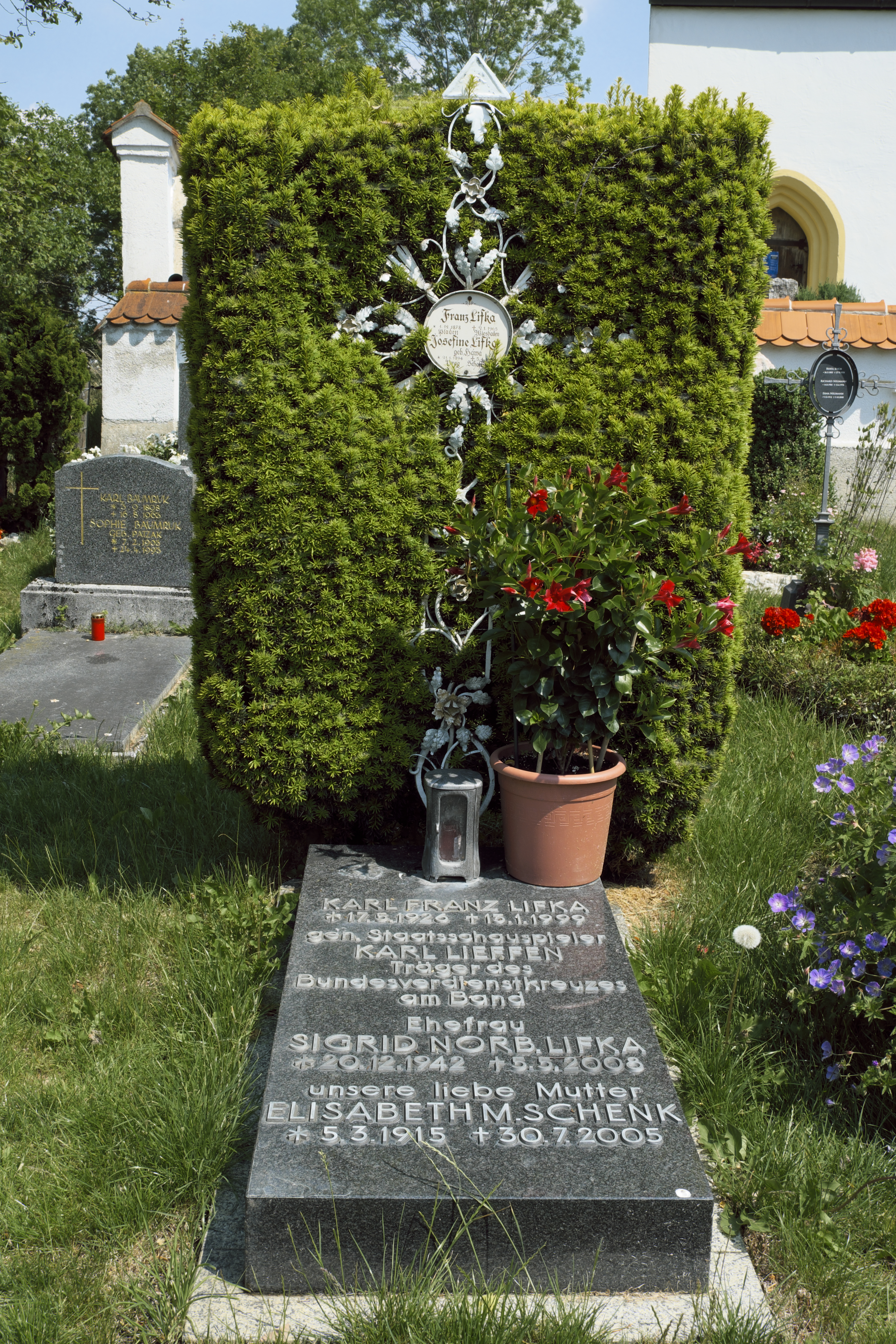
Grab von Karl Lieffen auf dem Friedhof in Zell (Schäftlarn)

Der Sohn des Bergbeamten Franz Lifka und der Gastwirtin und Köchin Josefine Lifka, geborene Háwa, bekam bereits mit acht Jahren Geigenunterricht bei einem Dorflehrer. Nachdem Hitler Karels Heimat in das Deutsche Reich eingegliedert hatte, erhoffte sich sein Vater eine glänzende Zukunft für seinen Sohn in einem Orchester der deutschen Wehrmacht. Eine 12-jährige Verpflichtung zur deutschen Wehrmacht wurde ausgehandelt, und der Vater brachte den noch 12-jährigen Karel mit der Bahn nach Bückeburg zur dortigen Heeresmusikschule Bückeburg. Hier erwarteten ihn „harte rekrutenhafte Ausbildung“, „Drill und ewige Schikanen“. Durch einen simulierten Suizid und mit Hilfe eines verständnisvollen Vorgesetzten kam er zur Staatsmusikschule Braunschweig ins Internat, wo er nach bestandener Prüfung ein Stipendium erhielt. Nach Reichsarbeitsdienst, Wehrmacht und amerikanischer sowie französischer Kriegsgefangenschaft, aus der er fliehen konnte, debütierte er 1946 als Theaterschauspieler an den Städtischen Bühnen Freiburg.
Von 1947 bis 1948 spielte er am Hessischen Staatstheater Wiesbaden, von 1949 bis 1951 an den Münchner Kammerspielen und von 1951 bis 1957 an den Städtischen Bühnen Frankfurt. Danach war er freischaffender Schauspieler. Er spielte Theater unter Regisseuren wie Bertolt Brecht, Fritz Kortner, Harry Buckwitz und Hans Schweikart. Ab 1975 gehörte Lieffen zum Ensemble des Bayerischen Staatsschauspiels München, dem Bayerischen Staatstheater.
Bundesweite Popularität erlangte der 1991 zum Bayerischen Staatsschauspieler ernannte Lieffen durch seine Auftritte in Film und Fernsehen, so in der Titelrolle der Comic-Verfilmung Nick Knattertons Abenteuer (1959), als Chauffeur in Billy Wilders Eins, zwei, drei (1961), als Inspektor Janot neben Günther Neutze in Jürgen Rolands Fernseh-Ratekrimi Dem Täter auf der Spur (1967 bis 1973) und als Vater in der Kempowski-Verfilmung Tadellöser & Wolff (1975).
Karl Lieffen spielte über zweihundert Film- und Fernsehrollen und war mehrmals Gast in Krimi- und Unterhaltungsserien. 1974 veröffentlichte er seine Erinnerungen Was fällt Ihnen ein, Lieffen. Im gleichen Jahr spielte er in der ersten Folge der Krimiserie Derrick mit und war auch 1998 für die letzte Folge engagiert – dies überhaupt seine letzte Film- und Fernsehrolle. 1994 hatte er seine letzte Hauptrolle in der heiteren Fernsehkrimiserie Lutz & Hardy mit Hans Korte als Partner gespielt.
Als Synchronsprecher lieh er unter anderem Michael Bates (in A Clockwork Orange) und Christian Marin (in Der Gendarm von St. Tropez) seine Stimme.
Lieffen starb 1999 an einem Gehirntumor in Starnberg. Seine letzte Ruhestätte befindet sich auf dem Friedhof in Zell, einem Ortsteil von Schäftlarn im Landkreis München. Er war Träger des Bundesverdienstkreuzes am Bande.

## Theater
- 1945: „Der neue Weg“ (Städtische Bühne Freiburg/Breisgau) Regie: Martin Hellberg
- 1948: „Der Herr im Haus“ (Staatstheater Wiesbaden) Regie: Wolfgang Spier
- 1948: „Des Teufels General“ (Staatstheater Wiesbaden) Regie: Christian Mertin
- 1949: „Schwarzwaldmädel“ (Staatstheater Wiesbaden)
- 1950: „Endstation Sehnsucht“ (Kammerspiele München) Regie: Paul Verhoeven
- 1950: „Viel Lärm um nichts“ (Kammerspiele München) Regie: Hans Schweikart
- 1950: „Mutter Courage“ (Kammerspiele München) Regie: Bertolt Brecht
- 1951: „Der Menschenfeind“ (Städtische Bühnen Frankfurt/Main) Regie: Lothar Müthel
- 1951: „Die Irre von Chaillot“ (Städtische Bühnen Frankfurt/Main) Regie: Harry Buckwitz
- 1952: „Der gute Mensch von Sezuan“ (Städtische Bühnen Frankfurt/Main) Regie: Harry Buckwitz
- 1954: „Sport-Kabarett“ (Theater Die Kleine Freiheit München)
- 1954: „Madame Sans-Gene“ (Städtische Bühnen Frankfurt/Main)
- 1955: „Der kaukasische Kreidekreis“ (Städtische Bühnen Frankfurt/Main) Regie: Harry Buckwitz
- 1955: „Don Carlos“ (Städtische Bühnen Frankfurt/Main)
- 1955: „Die Heiratsvermittlerin“ (Städtische Bühnen Frankfurt/Main)
- 1955: „Kiss me, Kate“ (Städtische Bühnen Frankfurt/Main) Regie: Harry Buckwitz
- 1955: „Die Zeit und die Conways“ (Städtische Bühnen Frankfurt/Main) Regie: Dietrich Haugk
- 1956: „Graf Öderland“ (Städtische Bühnen Frankfurt/Main) Regie: Fritz Kortner
- 1957: „Die Gesichte der Simone Machard“ (Städtische Bühnen Frankfurt/Main) Regie: Harry Buckwitz
- 1957: „Was ihr wollt“ (Kammerspiele München) Regie: Fritz Kortner
- 1958: „Androklus und der Löwe“ (Residenztheater München) Regie: Fritz Kortner
- 1963: „In der Sache J. Robert Oppenheimer“ (Kammerspiele München) Regie: Paul Verhoeven
- 1964: „Maß für Maß“ (Kammerspiele München) Regie: Paul Verhoeven
- 1964: „Frieden“ (Kammerspiele München) Regie: Jean-Pierre Ponnelle

ab 1975 vorwiegend am Residenztheater München
- 1975: „Der aufhaltsame Aufstieg des Arturo Ui“ Regie: Dietrich Haugk
- 1975: „Gnadenbrot“ Regie: Hans Schweikart
- 1975: „Herr Puntila und sein Knecht Matti“ Regie: Hans Schweikart
- 1976: „Hamlet, Prinz von Dänemark“ Regie: Willi Schmidt
- 1977: „Macbeth“ Regie: Dietrich Haugk
- 1977: „Furcht und Elend des Dritten Reiches“ Regie: Frank Baumgartner
- 1978: „Der Revisor“ Regie: Karl Paryla
- 1978: „Richard II.“ Regie: Dietrich Haugk
- 1979: „Der zerbrochene Krug“ Regie: Dietrich Haugk
- 1979: „Faust II.“ Regie: Leopold Lindtberg
- 1980: „Der Hauptmann von Köpenick“ Regie: Horst Sachtleben
- 1980: „Richard III.“ Regie: Kurt Meisel
- 1980: „Der eingebildete Kranke“ Regie: Helmut Baumann
- 1981: „In der Sache J. Robert Oppenheimer“ Regie: Dieter Giesing
- 1981: „Moral“ Regie: Kurt Meisel
- 1982: „Trauer muß Elektra tragen“ Regie: Klaus Löwitsch
- 1983: „Zinsen des Ruhms“ (im Cuvilliés-Theater München) Regie: Kurt Meisel
- 1984: „Der Kaufmann von Venedig“ Regie: Alfred Kirchner
- 1984: „Arsen und Spitzenhäubchen“ (auch im Cuvilliés-Theater München) Regie: Rolf Stahl
- 1986: „Bantam“ Regie: Klaus Michael Grüber
- 1986: „Erfolg“ Regie: Hans Hollmann
- 1986: „Professor Bernhardi“ Regie: Volker Hesse
- 1987: „Einer muss der Dumme sein“ Regie: Herbert König
- 1987: „Der nackte Wahnsinn“ Regie: Mario Andersen
- 1989: „Der gute Mensch von Sezuan“ Regie: Omri Nitzan
- 1990: „Gott“ Regie: Mario Andersen
- 1990: „Moliere oder Der Geheimbund der Heuchler“
- 1990: „Appol von Nichts oder Exzellenzen ausstopfen – Ein Unfug“ Regie: Hans Hollmann
- 1992: „Singer“ Regie: Thomas Schulze-Michels
- 1993: „Julius Caesar“ Regie: Peter Stein
- 1995: „Scherben“ (im Cuvilliés-Theater München) Regie: Gerd Heinz

## Filmografie
Kino
- 1949: Begegnung mit Werther
- 1950: Sensation im Savoy
- 1956: Der Bettelstudent
- 1957: Eva küßt nur Direktoren
- 1958: Ein Lied geht um die Welt
- 1958: Wir Wunderkinder
- 1958: Mikosch, der Stolz der Kompanie
- 1959: Nick Knattertons Abenteuer
- 1959: Ein Tag, der nie zu Ende geht
- 1959: Das Totenschiff
- 1959: Die Wahrheit über Rosemarie
- 1959: Das schöne Abenteuer
- 1959: Melodie und Rhythmus
- 1959: Ein Mann geht durch die Wand
- 1960: Orientalische Nächte
- 1960: Brücke des Schicksals
- 1960: Conny und Peter machen Musik
- 1960: Der Schleier fiel…
- 1960: Eine Frau fürs ganze Leben
- 1960: Agatha, laß das Morden sein!
- 1961: Toller Hecht auf krummer Tour
- 1961: Die Ehe des Herrn Mississippi
- 1961: Eins, zwei, drei (One, Two, Three)
- 1962: Wenn beide schuldig werden
- 1962: Verrückt und zugenäht
- 1963: Die Flußpiraten vom Mississippi
- 1963: Liebe im 3/4-Takt (The Waltz King)
- 1963: Piccadilly null Uhr zwölf
- 1966: Lautlose Waffen
- 1967: Der Diamantenprinz (Jack of Diamonds)
- 1967: Wenn es Nacht wird auf der Reeperbahn
- 1968: Heidi kehrt heim
- 1969: Josefine, das liebestolle Kätzchen
- 1969: Die Engel von St. Pauli
- 1972: Mensch ärgere dich nicht
- 1979: Götz von Berlichingen mit der eisernen Hand
- 1983: Die wilden Fünfziger
- 1983: Laß das – ich haß’ das
- 1985: Nägel mit Köpfen
- 1985: Otto – Der Film
- 1995: Rennschwein Rudi Rüssel
- 1995: Rohe Ostern

Fernsehen
- 1955: Feuerwerk
- 1959: Kasimir und Karoline
- 1960: Es ist soweit (Durbridge-Verfilmung)
- 1961: Die Sendung der Lysistrata
- 1961: Jack Mortimer
- 1961: Der jüngste Tag
- 1964: Stunden der Angst
- 1965: Die Katze im Sack
- 1966: Adrian der Tulpendieb
- 1967: Siedlung Arkadien
- 1968: Das Kriminalmuseum: Das Goldstück
- 1968: Madame Bovary
- 1968–1973: Dem Täter auf der Spur (Fernsehserie, 15 Folgen)
- 1971: Tatort: Frankfurter Gold
- 1972: Manolescu – Die fast wahre Biographie eines Gauners
- 1973: Lokaltermin: Der Punkt auf dem i
- 1973: Der rote Schal
- 1974: Derrick: Waldweg
- 1974: Ehrenhäuptling der Watubas
- 1974: Sonderdezernat K1 – Friedhofsballade
- 1974: Madame Pompadour
- 1975: Tadellöser & Wolff
- 1976: Zwickelbach & Co. (Fernsehserie)
- 1977: Derrick: Yellow He
- 1977: Der Alte: Lohngeld
- 1978: Eine seltsame Bescherung
- 1979: Der ganz normale Wahnsinn
- 1979: Locker vom Hocker (Oder: Es bleibt schwierig, Comedyreihe, 1 Folge)
- 1981: Der Wald
- 1982: Rom ist in der kleinsten Hütte (Fernsehserie)
- 1982: Derrick: Ein Fall für Harry
- 1982: St. Pauli-Landungsbrücken (Fernsehserie, eine Folge)
- 1983: Der Androjäger (Fernsehserie, eine Folge)
- 1984: Liebt diese Erde (Fernsehserie)
- 1984: Die Krimistunde (Fernsehserie, Folge 11, Episode: „Ruth's Problem“)
- 1985: Die Wächter (als Dr. White)
- 1985: Oliver Maass (Fernsehserie)
- 1986: Irgendwie und sowieso (Fernsehserie, Folge Eiskalt und knallhart)
- 1986: Kir Royal (Fernsehserie)
- 1986: Schloßherren (Fernsehserie; Hauptrolle)
- 1988: Großstadtrevier: Das Tagebuch
- 1988: War and Remembrance
- 1990: Liebesgeschichten (Fernsehserie)
- 1991: Rothenbaumchaussee
- 1992: Der Millionenerbe
- 1992: Die Männer vom K3: Halali für einen Jagdfreund
- 1993: Mein Mann ist mein Hobby
- 1993: Nicht von schlechten Eltern (Fernsehserie)
- 1994: Lutz & Hardy (Fernsehserie)
- 1996: Derrick: Riekes trauriger Nachbar
- 1998: Derrick: Das Abschiedsgeschenk

## Hörspiele und Hörbücher (Auswahl)
- 1954: Leonhard Frank: Die Ursache (Friseur) – Regie: Walter Ohm (Hörspiel – BR)
- 1955: Gérard de Nerval: Sylvie – Regie: Ludwig Cremer (Hörspiel – Hessischer Rundfunk)
- 1961: Georges Simenon: Maigret und der gelbe Hund – Bearbeitung: Gert Westphal. Regie: Heinz-Günter Stamm (Hörspiel – BR) Der Audio Verlag 2005. ISBN 978-3-89813-390-6.
- 1963: Herbert Asmodi: Die Harakiri-Serie – Regie: Hans-Dieter Schwarze (Kriminalhörspiel – BR/HR)
- 1971: Heinrich Mann: Der Untertan – Regie: Ludwig Cremer (Literaturhörspiel – WDR)
- 1973: Helmut Häfling: Tod auf der Brücke – Regie: Klaus Groth (Kriminalhörspiel – Süddeutscher Rundfunk)
- 1984: Felix Huby: Paul Pepper und die tickende Bombe – Regie: Klaus Wirbitzky (Kinder- /Jugendhörspiel – Mediart (bellaphon))
- 1992: J.R.R. Tolkien: Der Herr der Ringe – Regie: Bernd Lau (Literaturhörspiel – SWF/WDR)
- 1998: Michael Koser: Der letzte Detektiv: Drachentöter – Regie: Werner Klein (Hörspiel – BR)
- 1998: Miguel de Cervantes: Don Quixote (Don Quixote) – Regie: Walter Wippersberg (Literaturhörspiel – BR)

## Schriften
- Was fällt Ihnen ein – Lieffen? (Autobiografie). Fischer Taschenbuch Verlag, Frankfurt am Main 1976 (1974, Verlag R. S. Schulz, Percha).
- Gerneklein. 1980.